# Townhouse Studios
A Townhouse Studios (hivatalosan The Town House) hangstúdió Nyugat-Londonban. 1978-ban építette Richard Branson, a Virgin kiadó alapítója, és Barbara Jeffries menedzselte a Virgin Studios Group részeként. Amikor az EMI 1992-ben felvásárolta a Virgint, a Townhouse is a tulajdonába került. 2002-ben a Sanctuary kiadó tulajdonába került. Miután megvásárolta, 2008-ban az Universal zárta be.
Művészek, akik itt vettek fel dalokat: Elton John, Queen, Phil Collins, Coldplay, Muse, Kylie Minogue, Oasis, Joan Armatrading és Robbie Williams.